# Ескатопа (Міссісіпі)
Ескатопа (англ. Escatawpa) — переписна місцевість (CDP) в США, в окрузі Джексон штату Міссісіпі. Населення — 3254 особи (2020).

## Історія
Свою назву громада отримала від річки Ескатопа. Поштове відділення під назвою Ескатопа було відкрито в 1885 році.
У 1990 році початковий центр був приєднаний до міста Мосс-Пойнт, розташованого трохи на південь. Місто було спустошено ураганом Катріна 29 серпня 2005 року. Ескатопа є домом для рок-гурту 3 Doors Down.

## Географія
Ескатопа розташована за координатами 30°29′26″ пн. ш. 88°32′39″ зх. д. / 30.49056° пн. ш. 88.54417° зх. д. (30.490622, -88.544067).  За даними Бюро перепису населення США в 2010 році переписна місцевість мала площу 17,92 км², з яких 17,29 км² — суходіл та 0,62 км² — водойми.

### Клімат
Громада знаходиться у зоні, котра характеризується вологим субтропічним кліматом. Найтепліший місяць — липень із середньою температурою 27.4 °C (81.3 °F). Найхолодніший місяць — січень, із середньою температурою 10.3 °С (50.5 °F).
| Клімат Ескатопи         | Клімат Ескатопи | Клімат Ескатопи | Клімат Ескатопи | Клімат Ескатопи | Клімат Ескатопи | Клімат Ескатопи | Клімат Ескатопи | Клімат Ескатопи | Клімат Ескатопи | Клімат Ескатопи | Клімат Ескатопи | Клімат Ескатопи | Клімат Ескатопи |
| Показник                | Січ.            | Лют.            | Бер.            | Квіт.           | Трав.           | Черв.           | Лип.            | Серп.           | Вер.            | Жовт.           | Лист.           | Груд.           | Рік             |
| Середній максимум, °C   | 16,6            | 18,6            | 22,1            | 25,3            | 29,1            | 32,3            | 32,7            | 32,4            | 30,8            | 26,7            | 22,2            | 17,8            | 25,6            |
| Середня температура, °C | 10,3            | 12,1            | 15,3            | 18,7            | 22,9            | 26,4            | 27,4            | 27,1            | 25,1            | 20,1            | 15,2            | 11,6            | 19,4            |
| Середній мінімум, °C    | 4               | 5,7             | 8,6             | 12,2            | 16,7            | 20,7            | 22,1            | 21,8            | 19,4            | 13,4            | 8,2             | 5,3             | 13,2            |
| Норма опадів, мм        | 134.6           | 127             | 147.3           | 106.7           | 129.5           | 162.6           | 188             | 177.8           | 137.2           | 99.1            | 121.9           | 132.1           | 1661.2          |
| ----------------------- | --------------- | --------------- | --------------- | --------------- | --------------- | --------------- | --------------- | --------------- | --------------- | --------------- | --------------- | --------------- | --------------- |
| Джерело: Weatherbase    |                 |                 |                 |                 |                 |                 |                 |                 |                 |                 |                 |                 |                 |

## Демографія
Згідно з переписом 2010 року, у переписній місцевості мешкали 3722 особи в 1475 домогосподарствах у складі 1006 родин. Густота населення становила 208 осіб/км².  Було 1681 помешкання (94/км²).
Расовий склад населення:
| - 76,3 % — білих - 21,8 % — чорних або афроамериканців - 0,5 % — корінних американців - 0,3 % — азіатів - 0,1 % — вихідців з тихоокеанських островів |

До двох чи більше рас належало 0,7 %. Частка іспаномовних становила 2,6 % від усіх жителів.
За віковим діапазоном населення розподілялося таким чином: 22,3 % — особи молодші 18 років, 62,8 % — особи у віці 18—64 років, 14,9 % — особи у віці 65 років та старші. Медіана віку мешканця становила 41,4 року. На 100 осіб жіночої статі у переписній місцевості припадало 99,6 чоловіків;  на 100 жінок у віці від 18 років та старших — 97,1 чоловіків також старших 18 років.
Середній дохід на одне домашнє господарство  становив 41 249 доларів США (медіана — 34 681), а середній дохід на одну сім'ю — 46 061 долар (медіана — 40 964). Медіана доходів становила 40 637 доларів для чоловіків та 27 250 доларів для жінок. За межею бідності перебувало 21,8 % осіб, у тому числі 39,1 % дітей у віці до 18 років та 15,4 % осіб у віці 65 років та старших.
Цивільне працевлаштоване населення становило 1358 осіб. Основні галузі зайнятості: виробництво — 26,3 %, освіта, охорона здоров'я та соціальна допомога — 18,2 %, мистецтво, розваги та відпочинок — 18,1 %.